# خوسيفينا ألديكوا
خوسيفينا رودريجيث ألباريث (لاس فينتاس دي ألسيدو، لا روبلا، ليون، 8 مارس 1926 - مازكوراس، كانتابريا، 16 مارس 2011)، والمعروفة باسم خوسيفينا ألديكوا، كانت كاتبة ومعلمة إسبانية، ومديرة مدرسة "إستيلو". كانت متزوجة من الكاتب إغناسيو ألديكوا، الذي اتخذت اسمه بعد وفاته في عام 1969 لاستخدامه في مسيرتها الأدبية.

## السيرة الذاتية
تنتمي خوسيفينا إلى عائلة من المعلمين (كانت والدتها وجدتها تعملان في مجال التدريس وتشتركان في أيديولوجية "مؤسسة التعليم الحر"، وهي مؤسسة تأسست في أواخر القرن التاسع عشر بهدف تجديد التعليم في إسبانيا). عاشت في ليون، حيث كانت جزءاً من مجموعة أدبية قامت بإنتاج مجلة الشعر "إسباداينا" . انتقلت إلى مدريد في عام 1944، حيث درست الفلسفة والآداب وحصلت على درجة الدكتوراه في علم التربية من جامعة مدريد، وكان موضوع أطروحتها يدور حول علاقة الأطفال بالفن، والتي نُشرت لاحقًا بعنوان "فن الطفل" (1960) .

## دراستها
خلال سنوات دراستها في الجامعة، تواصلت مع عدد من الكتّاب الذين سيصبحون لاحقاً جزءاً من جيل الخمسينات ، مثل كارمن مارتين غايت، ورافائيل سانشيز فيرليوسيو، وألفونسو ساستري، وخيسوس فرنانديز سانتوس، وإغناسيو ألديكوا، الذي تزوجته في عام 1952 وأخذت لقبه (لكنها استخدمت اللقب رسميًا في مسيرتها الأدبية فقط بعد وفاته في عام 1969، حيث تخلّت عن الحرف "ر" من لقبها الأصلي رودريغيز ليصبح اسمها جوزفينا ألديكوا ). أنجبا ابنة واحدة تُدعى سوسانا . كما قامت بترجمة أول قصة قصيرة للكاتب الأمريكي ترومان كابوت نُشرت في إسبانيا لصالح مجلة "Revista Española" التي كان يديرها زوجها إغناسيو ألديكوا بالتعاون مع رافائيل سانشيز فيرليوسيو وألفونسو ساستري.

## حياتها المهنية
في عام 1959، أسست خوسيفينا ألديكوا في مدريد مدرسة "إستيلو"، التي اعتبرتها أعظم أعمالها، وتقع في منطقة إل فيسو. استوحت فكرتها من أطروحتها في علم التربية، ومن المدارس التي زارتها في إنجلترا والولايات المتحدة، وكذلك من الأفكار التعليمية المستمدة من الكراوسية، التي تشكل الأساس الأيديولوجي لـ "مؤسسة التعليم الحر". وقالت: "كنت أرغب في شيء إنساني للغاية، يُولي أهمية كبيرة للأدب والآداب والفن؛ مدرسة ذات ثقافة عالية جدًا، حرة للغاية، ولا تُناقش فيها أمور الدين، وهي أشياء كانت آنذاك غير قابلة للتصور في معظم المؤسسات التعليمية في البلاد".

## أعمالها
في عام 1961، نشرت خوسيفينا ألديكوا مجموعة القصص القصيرة بعنوان "إلى لا مكان" . وفي عام 1969، توفي زوجها، مما دفعها إلى التوقف عن الكتابة لمدة 10 سنوات، حيث كرست نفسها للتدريس. وفي عام 1981، نشرت طبعة نقدية لمجموعة مختارة من قصص إغناسيو ألديكوا .
في كتابها "أطفال الحرب" (Los niños de la guerra) الصادر عام 1983، قدمت خوسيفينا ألديكوا سرداً حول جيلها، مشتملاً على بورتريهات، سير ذاتية، وتعليقات أدبية عن عشرة كُتّاب ظهروا في خمسينيات القرن الماضي.
واصلت خوسيفينا ألديكوا نشاطها الأدبي من خلال روايات مثل "المتسلقة" (La enredadera) عام 1984، "لأننا كنا شباباً" (Porque éramos jóvenes) عام 1986، و"البستان" (El vergel) عام 1988. في عام 1990، بدأت ثلاثية ذات طابع سير ذاتي مع رواية "قصة معلمة" (Historia de una maestra) ، تلتها "نساء بالأسود" (Mujeres de negro) عام 1994، و"قوة القدر" (La fuerza del destino) عام 1997. جاءت هذه الثلاثية جزئياً كرد فعل على الخطاب السياسي في السنوات التي تلت الديكتاتورية حول كيفية إعادة بناء النظام التعليمي، الذي لم تعتبره علمانياً بما يكفي.
في عام 1998، كتبت خوسيفينا ألديكوا المقال "اعترافات جدة" (Confesiones de una abuela) ، حيث تناولت العلاقة والتجارب التي عاشتها مع حفيدها. وفي عام 2000، نشرت "حمى" (Fiebre) ، وهي أنثولوجيا تضم قصصاً قصيرة كُتبت بين عامي 1950 و1990، وفي عام 2002، أصدرت رواية بعنوان "اللغز" (El enigma) ، والتي تناولت موضوع الحب.

## جوائز
في عام 2003، حصلت خوسيفينا ألديكوا على جائزة قشتالة وليون للأدب. في نفس العام، نشرت مذكراتها بعنوان في المسافة. في هذه المذكرات، لم تكتفِ بإعادة بناء ذكرياتها الشخصية، بل استعادت أيضًا ذكريات جيل مفقود من المثقفين والكتّاب الإسبان الذين عاشوا خلال الحرب الأهلية وفترة ما بعد الحرب، مثل إجناثيو ألديكوا، ولويس مارتين-سانتوس، وخوان بينت، وخيسوس فيرنانديث سانتوس، ألفونسو ساستري، رافائيل سانشيث فيرلوسيو، وكارمن مارتين جايتي. كما تذكرت كيف أصبحت كاتبة عن طريق الصدفة بفضل طلب من دار نشر، وهو أمر لم تندم عليه. وكذلك تحدثت عن رحلاتها إلى الخارج، التي ساعدتها على النجاة من العالم المنغلق والفاسد الذي ميّز سنوات الفرنكوية الأولى.
في عام 2005، نشرت خوسيفينا ألديكوا كتاب البيت الرمادي، وهو عمل كتبته عندما كانت تبلغ من العمر أربعاً وعشرين سنة، تسرد فيه حياتها في لندن في شكل رواية من بطولة تيريزا، مما يعكس الفروق بين إسبانيا وأوروبا في خمسينيات القرن الماضي.
في عام 2008، نشرت خوسيفينا ألديكوا روايتها الأخيرة الأخوات.

## وفاتها
توفيت في 16 مارس 2011 في بلدية مازكوراس بمنطقة كانتابريا بسبب قصور في الجهاز التنفسي.